# Carl Panzram
Charles "Carl" Panzram (28 de junio de 1891-5 de septiembre de 1930) fue un asesino en serie estadounidense. A menudo usó seudónimos como «1.Carl Baldwin» en Oregón; «2.Jeff Davis» en Idaho y Montana; «3.Jefferson Davis» en California y Montana; «4.Jeff Rhodes» en Montana; «5.Jack Allen» y «6.Jefferson Baldwin» en Oregón; «7.John King»; y «8.John O'Leary of Nevada» en Nueva York.

## Biografía
Charles Panzram nació el 28 de junio de 1891 en el Condado de Polk (en inglés: Polk County), Minnesota, hijo de unos inmigrantes de Prusia llamados John y Matilda Panzram. Creció en la granja de su familia, junto a sus padres y hermanos, siendo uno de los menores entre los siete hijos que tenía el matrimonio, y por ende, siendo víctima constantemente de golpizas por parte de estos. 
Cuando tenía siete años, su padre abandonó a la familia, dejándola en una pobreza que llevó al pequeño Charles de doce años a cometer su primer delito, cuando ingresó en la casa de unos vecinos para robar, siendo este delito descubierto por su hermano mayor, quien al enterarse lo golpeó hasta dejarlo inconsciente, para luego delatar a Charles, quien por este robo fue ingresado en 1903 en el Minnesota Correction Facility, ubicado en Red Wing, Minnesota. Allí, el mismo Panzram contó en su adultez haber sido abusado sexualmente por un guardia del centro el primer día, además de sufrir constantes palizas y abusos cortesía de los sacerdotes del lugar, quienes constantemente lo castigaban debido a su analfabetismo. Por lo tanto, Carl tomó represalias incendiando una parte del edificio, causando daños en $100.000 dólares. 
Luego de casi tres años de encarcelamiento, a finales de 1905, sé presentó ante el comité de libertad condicional, y fingiendo remordimiento, logró convencer a los jueces de que había sido reformado, cuando, en propias palabras:

"Aprendí a mentir, robar, incendiar y matar más que otra cosa. Además de haber conocido otros usos a mí pene además de orinar, y de otras cosas para las que podía servir el ano".

Al volver a su hogar en 1906, intento asistir a la escuela de su pueblo, pero tuvo problemas con un maestro que lo castigaba a golpes de cinturón, lo que terminó en qué un día Charles amenazó al docente con una pistola, y terminó siendo arrestado, y luego expulsado de la escuela. A ésa edad, (14 años), decidió abandonar su pueblo y a su familia, jurando así mismo que a partir de ése momento, conseguiría todo lo que fuese necesario robando, mintiendo y lastimando a quien hiciera falta.
En esta etapa, vagó sin rumbo por todo el país, afirmando en su etapa adulta haber sido violado una segunda vez por un grupo de cuatro jóvenes en un campamento de vagabundos, los cuales lo engañaron prometiéndole ropa limpia y comida, para luego someterlo y aprovecharse de él, mientras él suplicaba por clemencia.
En 1906, con quince años, es detenido en Montana, y trasladado a un reformatorio en dicho estado, donde entabló amistad con un convicto llamado Jimmy Benson, con quién sale un año después de la cárcel, y parten rumbo a Kansas, dedicándose en el camino a robar y quemar iglesias, debido al gran resentimiento que Carl tenía hacia el cristianismo fruto del trato que recibió cuando era niño en el reformatorio por parte de sacerdotes.
En 1908, con diecisiete años, sé enlista en el ejército estadounidense, y ya desde el primer día es reprendido por insubordinación a sus superiores, y por aparecer ebrio en el cuartel, teniendo un gran problema con la disciplina. Ése mismo año es juzgado por un tribunal militar luego de ser descubierto robando provisiones con las que planeaba desertar. El tribunal militar lo condenó a tres años de trabajos forzados en Kansas, siendo esta sentencia firmada en junio de 1908 por el entonces Secretario de Guerra de los Estados Unidos, y posterior Presidente, William Howard Taft, quien ordenó su traslado al Cuartel Disciplinario de los Estados Unidos, en Fort Leavenworth, Kansas.
Estando en la cárcel, nuevamente vuelve a su piromanía, incendiando parte de la cárcel en una ocasión sin que sé lo llegué a acusar formalmente, en simultáneo que realizaba trabajos forzados, que consistían en picar piedra 10 horas al día, mientras cargaba en la pierna con un grillete encadenado a una bola de acero de veintidós kilos. Gracias a este tratamiento brutal, obtuvo una musculatura prominente, y en 1910, habiendo cumplido la mitad de su condena y gracias a su "buen comportamiento", queda en libertad.
Con diecinueve años, sin amigos, familia ni hogar, sé traslada al sur estadounidense, donde es detenido innumerables veces por robos, incendios y violaciones, y en 1915, es nuevamente arrestado y encarcelado, está vez, en Oregón. En esta nueva cárcel, destacada por su brutalidad, la rebeldía de Carl es reprendida con castigos que iban desde colgarlo de las paredes, aislamiento, trabajos forzados, y darle duchas a presión. Todo esto, sin embargo, no impidió que Charles quemará la cárcel, ayudará a escapar a otro prisionero llamado Otto Hooker, y, finalmente asesiné al director de la prisión, Henry Milton, para luego escapar.
Charles, sería capturado rápidamente y trasladado a otra cárcel en Salem, donde al poco tiempo escapó nuevamente, siendo casi asesinado cuando los guardias lo descubrieron en plena fuga y abrieron fuego contra el. Sin embargo, Charles logró llegar intacto a la estación de trenes de Salem, Oregón, donde tomó un tren con destino a la Costa Este, donde nuevamente repite su rutina de robar casas, quemar iglesias, y violar a hombres sin importar el color de piel, edad o credo, (dejándolos en muchos casos vivos para que vivieran con la humillación de haber sido violados).
En esta nueva locación, Charles mantuvo un bajo perfil para no ser capturado, y al poco tiempo se traslada a Connecticut, donde vivió un momento curioso cuando un día ingreso a robar a la residencia vacía del recientemente nombrado presidente, William Howard Taft, (hombre que años antes había firmado su sentencia en Kansas). A mitad del robo, cuando Charles sé percató de a quien le pertenecía ésa casa, espero, con la idea de asesinar a Taft, pero al no llegar nadie, optó por abandonar la propiedad.
En 1911, Charles roba $3000 dólares y una Colt 45, además de adquirir un yate, con el que diseña un nuevo modus operandi para delinquir. El truco era desembarcar en los puertos de las ciudades costeras, y reclutar marineros, prometiéndoles encontrar oro, y, una vez en el mar, violarlos y robarles todas sus pertenencias.
En 1921, con ya veintinueve años, abandona Estados Unidos, y sé establece en Angola, donde consigue empleo en una empresa petrolera. En África, comete otros crímenes, como el día que a las afueras de un poblado angoleño, capturó a un niño nativo no mayor a once años, el cual violó, y asesino a golpe de piedra, diciéndole años más tarde a las autoridades:

Le salían los sesos por las orejas cuando le dejé y nunca estará más muerto

Unos días después de este crimen, Carl volvió a las andadas. Contrató una expedición de seis aborígenes para cazar cocodrilos y, cuando se encontraban en medio del río, el criminal sacó una pistola, los disparó y lanzó los cadáveres por la borda para alimentar a los cocodrilos. Pero a diferencia del crimen anterior, está vez fue visto por varios locales, por lo que debió huir del poblado con rumbo a la ciudad de Luanda, y allí toma un barco con destino a Lisboa, pero debido a que en ese tiempo Angola era una colonia portuguesa, los crímenes de Panzram en Angola son reportados a la policía portuguesa, por lo que empieza a ser perseguido en el país europeo, y el opta por volver a Estados Unidos, tomando otro barco con destino a Nueva York en Lisboa. 
De vuelta en Estados Unidos, deja un reguero de muertos en Massachusetts, Baltimore, Washington D. C. y Filadelfia. Además de adquirir otro yate con el que se dedica a robar, cuán pirata moderno, además de sumar a sus actividades delictivas a un adolescente homosexual de quince años, (teniendo Panzram en ese momento el doble de edad que este chico). Luego de varios robos y asesinatos en distintas ciudades, el joven cómplice de Panzram logra escapar a Connecticut, donde lo reporta a la policía, afirmando haber sido violado por Carl, el cual es detenido en Connecticut, y estando en la cárcel conoce a un abogado llamado Kaci, al cuál le ofrece su yate a cambio de ayudarlo a salir de prisión. El abogado pagó la fianza de Charles con dinero de su propio bolsillo, para descubrir que no podía reclamar el yate al ser robado, y al poco tiempo Panzram es atrapado en Connecticut tratando de robar otro yate con el que planeaba ir a Sudamérica, siendo trasladado está vez a la prisión de Sing Sing, para poco tiempo después ser trasladado al Clinton Correctional Facility, en Dannemora, Nueva York. 
En esta cárcel permaneció cinco años, y en ese tiempo, intento quemar el edificio, asesinar a un guardia, y trató de escapar trepando un paredón de diez metros, para luego saltar hacia una plataforma de cemento, (rompiéndose ambas piernas y tobillos). A esto, Panzram fue llevado de vuelta a su celda sin tratamiento médico, y tras catorce meses de dolor, fue operado, perdiendo un testículo, y tan solo un día después de está operación, Panzram fue sorprendido violando a otro prisionero, siendo llevado a confinamiento solitario por el resto de su condena.
Tras ser liberado, vuelve a su rutina de robos, incendios y violaciones, hasta que es nuevamente capturado en Washington, donde finalmente, confiesa todos sus crímenes:

A lo largo de mi vida he asesinado a 21 seres humanos, he cometido miles de robos, atracos, hurtos, incendios y, por último, pero no menos importante, he sodomizado a más de 1.000 hombres. Por todas estas cosas no me arrepiento lo más mínimo

En su primer día en prisión, Panzram fue sufrió una golpiza por un grupo de guardias, a lo que un joven guardia llamado Henry Lesser se apiadó de él, regalándole un paquete de cigarrillos Camel, siendo en palabras de Carl, "La primera persona en su vida que lo trataba bien". Así, fue como Lesser se convirtió en su único confidente en prisión, y quizás, en su único amigo. Lesser animó a Panzram a escribir sus memorias, en las que dio detalles brutales sobre sus crímenes.
Carl, afirmaba creer únicamente en "La Ley del Más Fuerte", y decía orgulloso haber violado todas las leyes de Dios y de los hombres, y que de haber nuevas leyes, con gusto las rompería. 
En su juicio, hizo de su propio abogado, asustando a testigos y jurado, y tras ser condenado a 25 años de prisión, Panzram gritó al juez: "Vaya a visitarme".
En la cárcel, en su primer día, luego de que le leyeran las reglas, juró matar a la primera persona que lo molestara, cumpliendo con su palabra al asesinar a un guardia días después en la lavandería de la prisión, para pocos días después matar a otros dos prisioneros. Por estos nuevos asesinatos, fue nuevamente juzgado, y, finalmente, fue condenado a la pena capital. Durante su estancia en el corredor de la muerte del Estado de Kansas, Charles mantuvo correspondencia ocasional con Henry Lesser, a quien en una carta le dijo que en la cárcel tenía pocos libros para leer, pero que aun así era mejor tratado que antes, diciéndole que quizás, si hubiera sido así desde el principio, muchas personas no habrían sufrido el destino que él les dio.
Durante su audiencia, cuando escuchó que le tocaría la horca, explotó en risas, además de amenazar de muerte a los que trataron de apelar su sentencia, afirmando que el quería la muerte, y que era lo mejor para él y para todos.
Panzram fue ahorcado el 5 de septiembre de 1930, en la prisión de Leavenworth, en Kansas, y sus últimas palabras fueron dedicadas al guardia encargado de su ejecución, y fueron: 

¡Date prisa, maldito Hoosier, podría matar a 10 hombres mientras estás jugando!

## Conducta
Panzram fue especialmente conocido por sus crímenes despiadados y, sobre todo, por su costumbre de violar a sus víctimas, solo hombres, nunca tocaba a las mujeres. Esto se entiende como una forma de humillar y someter a sus víctimas en su sed de vengarse por haber sido sometido sexualmente por indigentes.

## Su vida llevada al cine
Thomas E. Gaddis escribió un libro sobre Panzram en el año 1970 titulado «Panzram: A Journal of Murder», libro que fue adaptado al cine en 1996 bajo el título Killer: A Journal of Murder. Su personaje fue interpretado por el actor James Woods y Robert Sean Leonard interpretó a Lesser.
También fue objeto de un documental biográfico en 2011 titulado «Carl Panzram: The Spirit of Hatred and Vengeance», con Tom Lodewyck en el papel del Panzram adulto.